# Каллош, Шандор Эрнестович
Ша́ндор (Алекса́ндр) Эрне́стович Ка́ллош (венг. Kallós Sándor; род. 23 октября 1935, Черновцы) — советский и российский композитор и лютнист.

## Биография
Окончил Черновицкое музыкальное училище (1957), Львовскую консерваторию (1961) у Адама Солтыса и аспирантуру Московской консерватории (1964) у Юрия Шапорина.

В 1954—1963 годах играл на скрипке в различных оркестрах, с 1971 года выступал как лютнист с ансамблем солистов «Мадригал», с сёстрами Лисициан, а также сольно (например, на LP-альбоме Лютневая музыка эпохи Возрождения). С 1975 года выступал как дирижёр, в том числе руководил ансамблем старинных инструментов.
Написал по меньшей мере четыре симфонии, два скрипичных концерта, ряд балетов, среди которых «Алиса в Стране чудес» (по одноимённой книге) для балетмейстера Май Мурдмаа, «Макбет» и «Фауст» для Николая Боярчикова, несколько опер, в том числе «Куприянов и Наташа» по Александру Введенскому. С 1967 года работал в области электронной музыки.
Автор музыки к мультипликационным фильмам (в том числе, к альманаху «Весёлая карусель»), советскому и российскому игровому кино, в том числе к фильмам «Четвёртая высота» (1977), «Девять дней и вся жизнь» (1979), «Террористка» (1991), «Ариэль» (1992). Сочинял также музыку к спектаклям (в частности, театра «Ленком», Московского драматического театра на Перовской), аудиокнигам и так далее.

## Театральные постановки
- 1995, «Ленком» — «Королевские игры», опера для драматического театра Ш. Каллоша и Г. Горина по мотивам пьесы М. Андерсона «1000 дней Анны Болейн», реж. Марк Захаров и Юрий Махаев[8][неавторитетный источник]

## Фильмография

### Фильмы
- 1968 — Жажда над ручьём
- 1969 — У Лукоморья
- 1970 — Встряска
- 1971 — Отдать швартовы![9]
- 1972 — Очкарик
- 1973 — Встречи и расставания
- 1973 — Большой трамплин
- 1974 — Неоткрытые острова
- 1975 — Красное яблоко
- 1976 — Приключения Нуки
- 1977 — Семейные обстоятельства
- 1979 — Пограничный пёс Алый
- 1979 — Девять дней и вся жизнь
- 1981 — Мужчины без женщин
- 1981 — И с вами снова я…
- 1983 — Кое-что из губернской жизни
- 1984 — Потерялся слон
- 1984 — Тревожное небо Испании
- 1985 — Катастрофу не разрешаю
- 1986 — Хорошо сидим!
- 1987 — Странник
- 1988 — После войны — мир
- 1989 — Кому на Руси жить...
- 1989 — Визит дамы
- 1989 — Бывший папа, бывший сын
- 1990 — Пегий пёс, бегущий краем моря
- 1991 — Террористка
- 1991 — Сократ
- 1991 — Оберег
- 1992 — По прямой
- 1992 — Ричард Львиное Сердце
- 1992 — Ариэль
- 1993 — Силуэт в окне напротив
- 1993 — Дафнис и Хлоя
- 1993 — Дикая любовь
- 1993 — Рыцарь Кеннет
- 1994 — Несколько любовных историй
- 1997 — Вино из одуванчиков
- 1997 — Принцесса на бобах
- 2006 — Очарование зла

### Мультфильмы
- 1971 — Разгром («Весёлая карусель» № 3)
- 1971 — Голубой метеорит («Весёлая карусель» № 3)
- 1972 — Весёлый старичок («Весёлая карусель» № 4)
- 1973 — Небылицы в лицах («Весёлая карусель» № 5)
- 1973 — Остров
- 1973 — Чудо («Весёлая карусель» № 5)
- 1973 — SOS[10]
- 1973 — Приключения Мюнхаузена. Между крокодилом и львом
- 1974 — Дарю тебе звезду
- 1974 — Проделкин в школе
- 1974 — Приключения Мюнхаузена. Чудесный остров
- 1975 — Кое-что о колесе
- 1976 — Ночь весны
- 1976 — Икар и мудрецы
- 1976 — Птичка Тари
- 1976 — Чудо-мороз
- 1978 — Светлячок («Весёлая карусель» № 10)
- 1978 — Спасибо, аист!
- 1978 — Когда растаял снег
- 1979 — Как лиса зайца догоняла
- 1979 — Недодел и Передел
- 1980 — Девочка и медведь
- 1980 — Мореплавание Солнышкина
- 1980 — Колесо Фортуны
- 1980 — Трус
- 1981 — Бездомные домовые
- 1981 — До свидания, овраг
- 1981 — Зимовье зверей
- 1981 — Великолепный Гоша (1 серия)
- 1981 — Великолепный Гоша (2 серия)[10]
- 1981 — Великолепный Гоша (3 серия)
- 1982 — Олимпионики
- 1982 — Рыбья упряжка
- 1982 — Великолепный Гоша (4 серия)
- 1982 — Великолепный Гоша (5 серия)
- 1983 — Где обедал воробей? («Весёлая карусель» № 14)
- 1984 — Горшочек каши
- 1984 — Чёрно-белое кино
- 1985 — Миссис Уксус и мистер Уксус
- 1985 — Падающая тень
- 1985 — Чертёнок с пушистым хвостом
- 1986 — Геракл у Адмета
- 1986 — Я жду тебя, кит!
- 1986 — Ценная бандероль
- 1987 — Большой подземный бал
- 1987 — Освобождённый Дон Кихот
- 1987 — Фиаско[10]
- 1987 — Метод
- 1987 — Портрет
- 1988 — Как прекрасно светит сегодня Луна
- 1988 — Приданое
- 1988 — Зелёный брат
- 1988 — Игра
- 1988 — Каскадёр
- 1988 — Машина времени
- 1988 — Охотники на привале
- 1988 — Похищение
- 1989 — Тахир и Зухра
- 1989 — Лестница жизни
- 1989 — Сказка о старом эхо
- 1989 — Эстафета
- 1990 — Земляничный дождик
- 1991 — Мотылёк
- 1991 — Иван-царевич и Серый волк[10]
- 1992 — Великая битва слона с китом
- 1992 — Леато и Феофан. Партия в покер
- 1992 — Туман из Лондона
- 1992 — Эй, на том берегу!
- 1993 — Если бросить камень вверх («Весёлая карусель» № 26)
- 1993 — Еловое яблоко
- 1994 — Летний снеговик
- 1994 — Лунная дорожка
- 1994 — Квартет
- 1995 — Обезьянки в опере
- 1995 — Полифем, Акид и Галатея
- 1997 — Руфь
- 1997 — Обезьянки. Скорая помощь
- 2004 — Новогоднее приключение двух братьев
- 2006 — Новогодняя фантазия Кота-Мурлыки
- 2006 — Гофманиада. Часть первая. Вероника[10]
- 2016 — Гофманиада
- 2024 — Булгаковъ

### Компьютерные игры
- 1998 — Лиат: Спираль мира[11]
- 2003 — Баба-Яга учится читать[источник не указан 95 дней]

## Награды
- Почётная грамота Кыргызской Республики (20 сентября 2003 года, Кыргызстан) — за большие заслуги в развитии и углублении кыргызско-российских отношений в области культуры и искусства[12][13].